# لورا براون (دوچرخه‌سوار)
لورا براون (به انگلیسی: Laura Brown) دوچرخه سوار کانادایی است که به رقابت در مسیرها و جاده‌ها می‌پردازد. او عضو تیمدوچرخه سواری تعقیبی تیمی کانادا است.
براون به عنوان یک ذخیره عضو تیم کانادا بود که برنده مدال برنز در بازی‌های المپیک ۲۰۱۲ لندن در بخش تیمی زنان شد. او همچنین عضو تیمی بود که برنده مدال طلای تعقیبی تیمی در بازی‌های پان امریکن در سال ۲۰۱۱ شد. او همچنین موفق به کسب امتیاز در مسابقات در دوچرخه سواری مسیر UCI جام جهانی ۱۴–۲۰۱۳ در منچستر شد. براون در سال ۲۰۰۲ پس از از دست دادن رقابت در ژیمناستیک به دلیل مصدومیت به دوچرخه سواری روی آورد. در اکتبر ۲۰۱۴ تیم زنان یونایتدهلتکر اعلام کرد که براون عضو آن تیم برای فصل ۲۰۱۵ خواهد بود.
در سال ۲۰۱۶ او رسماً عضو تیم المپیک ۲۰۱۶ کانادا شد.